# 殺人不難
《殺人不難》（英語：Murder Is Easy）是英國作家阿嘉莎·克莉絲蒂所著的推理小說，1939年6月由柯林斯犯罪俱樂部在英國首度出版。

## 情節概要
陸加·菲次威廉在海外從事警察工作後返回英國，與他乘坐同一輛火車的老太太烈薇娜·平克頓小姐跟他聊天，表示自己要前往蘇格蘭警場報案，稱她的村莊威奇伍（Wychwood）發生一系列命案，艾蜜·吉布斯、哈里·卡特與湯米·皮爾思等人相繼死去，而亨伯比醫生將是下一個受害者。由於陸加覺得平克頓小姐跟他的姑姑很像，所以禮貌地與她談話。不久之後，陸加得知了平克頓小姐被車撞死的消息，還見到了亨伯比醫生逝世的訃聞，陸加覺得不對勁，於是託朋友幫忙，假稱是布莉姬·康韋小姐（費菲德勳爵的秘書及未婚妻，居住在威奇伍）的表兄弟，來到威奇伍村探查。
起初陸加將愛渥西先生、托馬斯醫生、艾博特先生等幾人設想為疑兇，直到見到僕人里維斯在被費菲德勳爵趕走後不久即遇害後，便認為費菲德勳爵是兇手，因為所有的死者生前都與費菲德勳爵有過衝突。而在偵查過程中，陸加也逐漸愛上了布莉姬·康韋，布莉姬雖解除了跟費菲德勳爵的婚約，但始終不信費菲德勳爵是兇手的說法。
當布莉姬與費菲德勳爵的前女友溫佛利小姐獨處散步時，溫佛利小姐取出一把有費菲德勳爵指紋的刀子要殺害布莉姬，並自豪地道出她犯罪的事實：當年費菲德勳爵取消與她的婚約後，她一直記恨在心，出於復仇的目的，她打算讓費菲德勳爵被控為殺人兇手，於是開始暗害那些與費菲德勳爵有過節的居民，而平克頓小姐是因為猜中她的陰謀所以也被其所殺。布莉姬與溫佛利纏鬥，在她命危之時陸加及時趕到現場將溫佛利小姐制服。
結局時陸加與布莉姬成婚，並離開了威奇伍。

## 登場人物
- 陸加·菲次威廉
- 布莉姬·康韋
- 費菲德勳爵
- 荷諾亞·溫佛利小姐
- 烈薇娜·平克頓小姐
- 托馬斯醫生
- 艾博特先生
- 愛渥西
- 霍頓少校
- 霍頓太太，遇害者之一
- 哈里·卡特，遇害者之一
- 湯米·皮爾思，遇害者之一
- 約翰·愛德華·亨伯比醫生，遇害者之一
- 亨伯比太太
- 羅絲·亨伯比
- 艾蜜·吉布斯，遇害者之一
- 里維斯，遇害者之一
- 皮爾思太太
- 丘奇太太
- 吉姆·哈維
- 阿弗雷·韋克牧師
- 安特魯瑟太太
- 吉米·羅莫里
- 巴鬥主任
- 老呸，波斯貓

## 評論
在1939年9月24日的《紐約時報書評》中，Kay Irvin稱讚這本書是「阿嘉莎·克莉絲蒂最好的神秘小說之一，故事情節引人入勝，人物形象生動活潑」。1939年12月2日，《多倫多星報》的一位匿名評論家稱讚說「這個謎團令人滿意，充滿了懸念」。

## 改編作品
1982年，被改編為美國同名電視電影《殺人不難》。
2008年，被改編為英國ITV電視劇《瑪波小姐探案》第四季的其中一集。其中陸加·菲次威廉由班奈狄克·康柏拜區飾演。在此劇中變更了一些原著的情節與角色，由茱莉亞·麥肯齊飾演的瑪波小姐成為了主角之一，與陸加共同查案。

## 外部連結
- 殺人不難 （页面存档备份，存于）在克莉絲蒂官網（英文）